# Escada (ort)
Escada är en ort i Brasilien.   Den ligger i kommunen Escada och delstaten Pernambuco, i den östra delen av landet, 1 600 km nordost om huvudstaden Brasília. Escada ligger 117 meter över havet och antalet invånare är 48 083.
Terrängen runt Escada är huvudsakligen platt, men åt nordväst är den kuperad. Närmaste större samhälle är Ipojuca, 18,1 km öster om Escada.
Omgivningarna runt Escada är en mosaik av jordbruksmark och naturlig växtlighet. Runt Escada är det ganska tätbefolkat, med 100 invånare per kvadratkilometer.